# Mike Fleet
Mike Fleet (eigentlich Michael Anthony Fleet; * 14. Februar 1938) ist ein ehemaliger britischer Mittelstreckenläufer, der sich auf die 800-Meter-Distanz spezialisiert hatte.
Bei den British Empire and Commonwealth Games 1962 in Perth wurde er Fünfter über 880 Yards. 
Seine persönliche Bestzeit über diese Distanz von 1:48,9 min (entspricht 1:48,2 min über 800 m) stellte er am 1. September 1962 in Brighton auf.
Zu den Athleten, die er als Jugendtrainer der Croydon Harriers betreute, gehört Martyn Rooney.

## Veröffentlichungen
- I Also Ran, by Mike Who? Speedy Publications Purley, 2011, ISBN 0956647103